# Вайнтрауб, Джерри
Чарльз Джером «Джерри» Вайнтрауб (англ. Jerry Weintraub; 26 сентября 1937 года — 6 июля 2015 года) — американский агент, концертный промоутер и продюсер, филантроп, обладатель трёх наград «Эмми» и звезды на Аллее славы в Голливуде.

## Биография
Родился в Бруклине в семье ювелира Сэмюэла Вайнтрауба и Роуз Басс. В 17 лет бросил школу и поступил на службу в ВВС США, где его направили на базу на Аляске. После завершения службы использовал льготы, полагающиеся демобилизованным военнослужащим, для поступления в театральную школу Сэнфорда Майснера Neighborhood Playhouse. По окончании учёбы нашёл работу клерком в NBC, а затем в экспедиции агентства William Morris. Некоторое время работал агентом в компании MCA, после чего перешёл на менеджмент отдельных исполнительских контрактов. В 1960 году основал с Берни Бриллстейном и Марти Каммером агентство Management III.
В 1970 году, после долгих переговоров с менеджером Элвиса Пресли Томом Паркером, Вайнтрауб стал промоутером концертов Пресли, который как раз в это время совершал переходил от съёмок в кино к более частому появлению в «живых» концертах. Вместе с Томом Хьюлеттом Вайнтрауб внёс улучшения в условия проведения концертов, в частности, позаботившись об их оснащении наиболее современной звуковой аппаратурой. Примерно в это же время в небольшом клубе в Гринвич-Виллидж он впервые увидел выступление фолк-певца Джона Денвера и под впечатлением от его потенциала взял на себя обязанности его агента. Вайнтрауб спродюсировал многочисленные телевизионные программы с участием Денвера, за одну из которых получил премию «Эмми» (1975 год, в номинации за лучшую эстрадную или музыкальную программу). Денвер сыграл также одну из главных ролей (наряду с Джорджем Бёрнсом) в спродюсированном Вайнтраубом фильме 1977 года «О, Боже!»
Помимо Пресли и Денвера Вайнтрауб в 1970-е годы активно работал с Фрэнком Синатрой. В 1974 году он организовал первую всемирную спутниковую трансляцию концерта Синатры из «Мэдисон-сквер-гардена». Он также проводил сольные турне Синатры и его совместные выступления с Джоном Денвером. Другими клиентами Вайнтрауба, с участием которых он выпускал телевизионные программы, были Дороти Хэмилл, Нил Даймонд и группа The Carpenters; он также работал с Бобом Диланом, Долли Партон, Beach Boys и The Pointer Sisters.
В середине 1970-х годов Вайнтрауб значительную часть времени стал уделять продюсированию художественных фильмов. Одним из первых его успехов в этом направлении стал вышедший в 1975 году фильм Роберта Олтмена «Нэшвилл», показывавший американскую жизнь глазами 24 персонажей из мира кантри-музыки. Лента была номинирована на 5 премий «Оскар», в том числе за лучший фильм. За этим последовали такие успешные проекты как «Забегаловка» Барри Левинсона, «Парень-каратист» с рядом продолжений, «Всю ночь напролёт» и вызвавший большие споры из-за гомосексуальной тематики «Разыскивающий».
В 1983 году Вайнтрауб подписал трёхлетний контракт с Columbia Pictures. В 1985 году он возглавил компанию United Artists, но был смещён с поста уже через несколько месяцев из-за конфликта с магнатом Кирком Керкоряном. После этого, в 1987 году, он основал собственную киностудию WEG, но через три года она обанкротилась после ряда неудачных проектов (в том числе «Моя мачеха — инопланетянка»).
После этого Вайнтрауб продолжал работать как продюсер. Среди его работ этого периода — «Каникулы в Вегасе», «Одиннадцать друзей Оушена» и два продолжения этого фильма. В 2010 году Вайнтрауб выпустил ремейк «Парня-каратиста» с Джейденом Смитом и Джеки Чаном. Одним из последних успехов продюсера стал в 2013 году байопик «За канделябрами», посвящённый жизни музыканта Либераче. Фильм был снят на HBO после того, как от проекта отказались крупные киностудии, и завоевал 11 премий «Эмми». В 2010 году в список бестселлеров New York Times вошла автобиографическая книга Вайнтрауба «Когда я закончу говорить, вы поймёте, что я мёртв».
Джерри Вайнтрауб был женат дважды. В первом браке с Дженис Гринберг, продолжавшемся около года, у него родился сын Майкл. В 1965 году Вайнтрауб женился на певице Джейн Морган. В этом браке дети не рождались, но супруги усыновили трёх детей — Джули, Джейми и Джорди. В дальнейшем Джерри и Джейн разъехались, но официально так и не разводились. Вайнтрауб умер в Санта-Барбаре (Калифорния) в июле 2015 года в возрасте 77 лет.